# Dominikanerkloster (Łańcut)

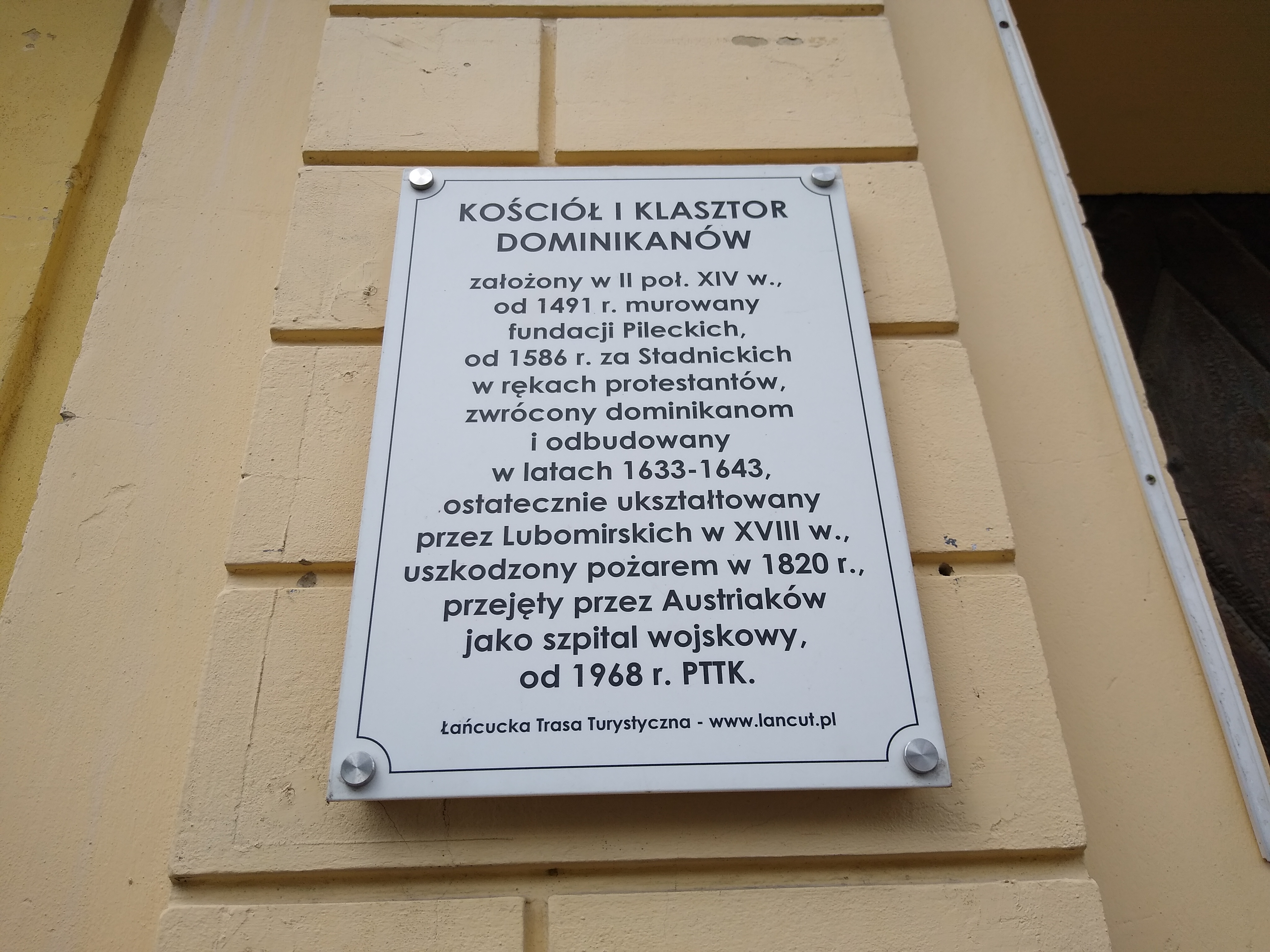
Informationstafel am Klostergebäude in polnischer Sprache

Das Dominikanerkloster und -kirche (polnisch Dawny kościół i klasztor Dominikanów) ist eine ehemalige römisch-katholische Klosterkirche der Dominikaner mit Konventsgebäude in Łańcut, Polen.

## Geschichte
Das Dominikanerkloster wurde im 14. Jahrhundert gegründet. 1491 erhielt es von den Pielecki ein neues Gebäude, das jedoch 1568 von Stanisław Stadnicki († 1610) den Protestanten übergeben wurde. In der Gegenreformation kamen Kloster und Kirche im 17. Jahrhundert wieder an die Dominikaner, die die Gebäude 1633–1643 grundlegend ausbauten. Unter Stanisław Lubomirsk wurde das Kloster im 18. Jahrhundert erweitert. Nach einem Brand von 1820 wurde das Kloster erneut aufgelöst und als Lazarett genutzt.
Seit 1968 wird es von der PTTK genutzt, der polnischen Tourismusorganisation.